# Hakan Çalhanoğlu
Hakan Çalhanoğlu [ˌt͡ʃalhanˈoːlu] (* 8. Februar 1994 in Mannheim) ist ein türkisch-deutscher Fußballspieler. Der offensive Mittelfeldspieler steht bei Inter Mailand unter Vertrag und spielt für die türkische Nationalmannschaft, seit 2022 als deren Kapitän.

## Vereinskarriere

### Anfänge
Hakan Çalhanoğlu begann mit dem Fußballspielen bei Vereinen 1. FC Turanspor Mannheim und Polizei SV Mannheim, bevor er mit sieben Jahren in die Jugendabteilung des SV Waldhof Mannheim wechselte. Zur Saison 2009/10 wechselte Çalhanoğlu in die B-Jugend (U17) des Karlsruher SC, mit der er in der B-Junioren-Bundesliga spielte. Bereits zur Saison 2010/11 rückte er in die A-Jugend (U19) auf und kam fortan in der A-Junioren-Bundesliga zum Einsatz, obwohl er noch eine Spielzeit in der U17 hätte spielen können.

### Karlsruher SC
In der Winterpause der Saison 2011/12 durfte Çalhanoğlu, zu diesem Zeitpunkt im jungen Jahrgang der U19, die Vorbereitung unter dem Cheftrainer Jørn Andersen mit der Profimannschaft absolvieren. Bis zum Saisonende kam er unter Andersen und dessen Nachfolger Markus Kauczinski in 14 Zweitligaspielen (13-mal von Beginn) zum Einsatz. Im März 2012 unterschrieb er beim KSC einen Vertrag bis zum 30. Juni 2016. Am Saisonende stieg Çalhanoğlu mit der Profimannschaft in die 3. Liga ab.
Im August 2012 erwarb der Hamburger SV die Transferrechte an Çalhanoğlu, der jedoch in der Saison 2012/13 auf Leihbasis im Kader des KSC verblieb. Çalhanoğlu etablierte sich unter Markus Kauczinski als Stammspieler und erzielte in 36 Ligaeinsätzen (35-mal von Beginn) 17 Tore, mit denen er den vierten Platz in der Torschützenliste belegte. Hinzu kamen elf Vorlagen, womit er zum drittbesten Scorer wurde und maßgeblich zum direkten Wiederaufstieg des KSC in die 2. Bundesliga beitrug. Am letzten Spieltag der A-Junioren-Bundesliga kam Çalhanoğlu einmal in der abstiegsbedrohten U19 zum Einsatz, die durch einen Sieg den Klassenerhalt erreichen konnte. Für seine Leistungen in der Profimannschaft wurde er zum Drittliga-Spieler des Jahres gewählt.

### Hamburger SV
Zur Saison 2013/14 wechselte Çalhanoğlu in die Bundesliga zum Hamburger SV, der bereits im Vorjahr seine Transferrechte erworben und ihn mit einem Vertrag mit einer Laufzeit bis zum 30. Juni 2016 ausgestattet hatte. Beim HSV etablierte sich Çalhanoğlu unter den Cheftrainern Thorsten Fink, Bert van Marwijk und Mirko Slomka als Stammspieler. In der bis dahin schlechtesten Saison der Hamburger Vereinsgeschichte – man schloss die Saison mit 27 Punkten auf dem Relegationsplatz ab – gehörte er mit elf Toren in 32 Ligaspielen (28-mal von Beginn) zu den wenigen Leistungsträgern. Von den elf Toren erzielte Çalhanoğlu vier per direktem Freistoß, darunter einer aus rund 40 Metern. In der Relegation, in der Çalhanoğlu in beiden Spielen in der Startelf stand, konnte der HSV gegen die SpVgg Greuther Fürth den Klassenerhalt sichern. Bereits im Februar 2014 hatte er seine Vertragslaufzeit bis zum 30. Juni 2018 verlängert.

### Wechsel zu Bayer 04 Leverkusen

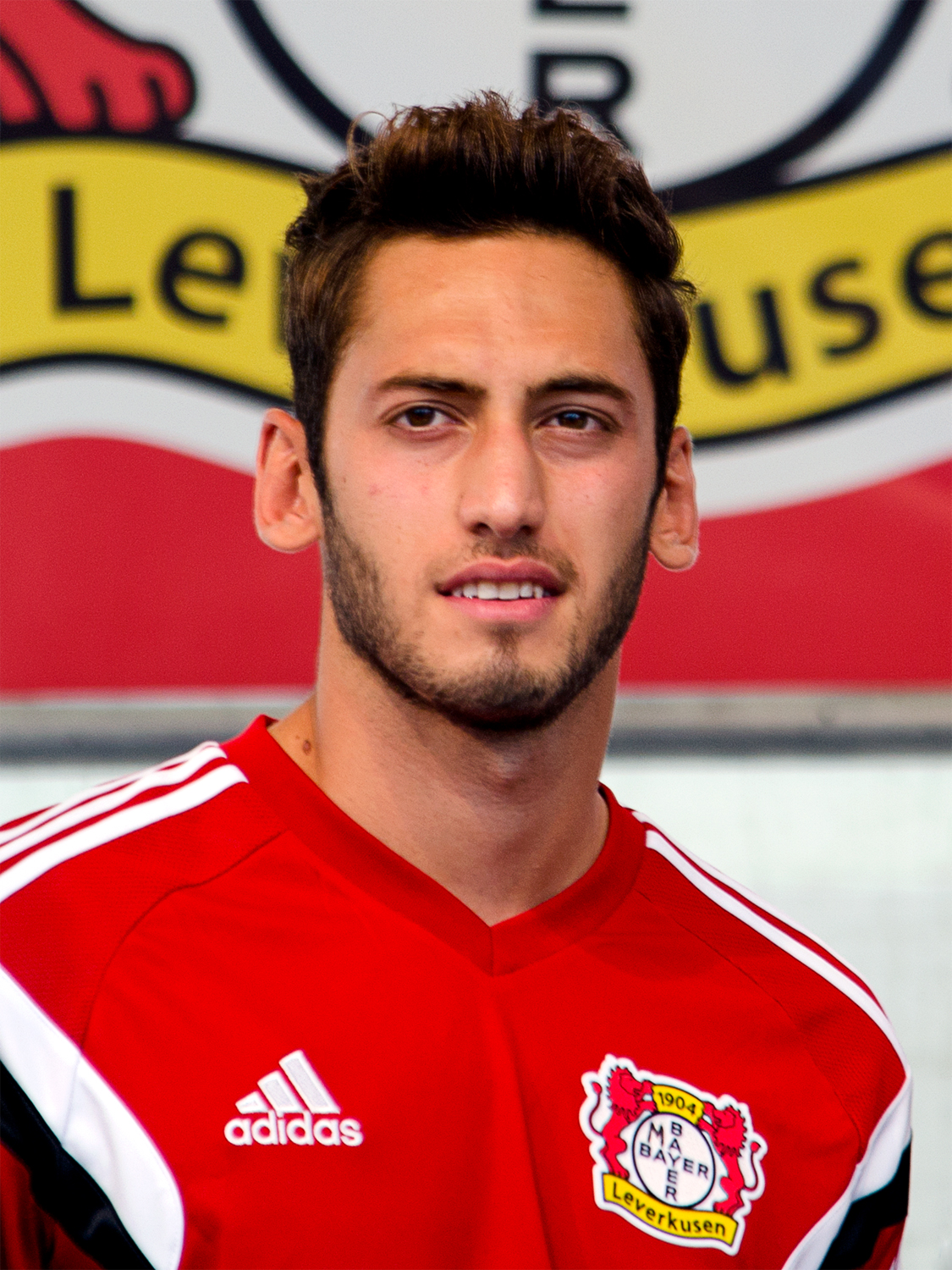
Çalhanoğlu bei Bayer 04 Leverkusen (2015)

Zur Saison 2014/15 wechselte Çalhanoğlu zu Bayer 04 Leverkusen. Er erhielt bei der Werkself einen Vertrag bis zum 30. Juni 2019 und die vorher von Emre Can getragene Rückennummer 10. Dem Transfer vorausgegangen war der öffentliche Wunsch Çalhanoğlus, den Hamburger SV – trotz Vertragsverlängerung im Februar bis 2018 – zu verlassen. Insbesondere die plötzliche und in weiten Teilen der Öffentlichkeit als anlasslos wahrgenommene völlige Abkehr von allen zuvor abgegebenen „Treueschwüren“ gegenüber Verein und Umfeld löste einen Shitstorm auf seiner Facebook-Seite aus.

„Ich habe immer gesagt, dass ich mich in Hamburg und beim HSV wohlfühle. Ich möchte noch lange für den Verein in der Bundesliga spielen und in den kommenden Jahren zu einem festen Bestandteil der Mannschaft werden. In unserer schweren Situation möchte ich auch ein Zeichen setzen.“

Zum Trainingsbeginn des HSV am 18. Juni 2014 erschien Çalhanoğlu nicht und ließ dafür ein ärztliches Attest vom Vortag, ausgestellt von einer Heidelberger Psychologin, überbringen, demzufolge er für vier Wochen arbeitsunfähig aufgrund mentaler Probleme im Zusammenhang mit den Fanreaktionen sei. Gleichzeitig besorgte er sich eine neue Mobiltelefonnummer und war so für seinen Arbeitgeber mehrere Tage nicht erreichbar, der ihn von zwei Vertrauensärzten des Vereins untersuchen lassen wollte. Infolge des erfolgreichen Medizinchecks in Leverkusen wurde seine Krankschreibung vorzeitig aufgehoben, welche eigentlich bis zum 15. Juli gegenüber dem Hamburger SV bestand. Im Anschluss an die Bekanntgabe des erfolgreichen Medizinchecks äußerte sich der Hamburger SV in Person von Oliver Kreuzer kritisch über die besagten Vorgänge und stellte dabei insbesondere die Glaubwürdigkeit des Spielers in Bezug auf seine psychische Erkrankung als auch die Glaubwürdigkeit seiner behandelnden Ärztin öffentlich in Frage.
Çalhanoğlu seinerseits bezichtigte Kreuzer, mündliche Absprachen bezüglich eines möglichen Vereinswechsels nicht eingehalten zu haben. Im Zusammenhang mit dem infolge seiner depressiven Krankheit am 18. Juli 2014 verstorbenen ehemaligen Fußball-Profi Andreas Biermann richtete dessen früherer Mannschaftskollege beim FC St. Pauli, Michél Mazingu-Dinzey, schwere Vorwürfe an Çalhanoğlu und sein Verhalten.
Das erste Aufeinandertreffen der beiden Teams nach dem Wechsel am 10. Spieltag der Saison 2014/15 war mit 54 Fouls und neun Gelben Karten das bis dahin am unfairsten geführte Spiel der damaligen Bundesligasaison.
Bereits in seiner ersten Saison konnte Çalhanoğlu sich als Stammspieler durchsetzen; zunächst als Zehner, später auf der Sechser-Position. Er absolvierte in der Saison 2014/15 47 von 48 möglichen Pflichtspielen in Bundesliga, Champions League und DFB-Pokal und war an 24 Toren beteiligt (13 Tore und elf Vorlagen). Auch in der ersten Hälfte der Saison 2015/16 konnte er seinen Stammplatz behaupten: Er spielte in 27 von 28 möglichen Pflichtspielen und konnte sich an 16 Toren beteiligen (sechs Tore und zehn Vorlagen). In der zweiten Hälfte der Saison verpasste er nur drei der 22 Partien, konnte sich darin jedoch nur an fünf Toren beteiligen (zwei Tore, drei Vorlagen).

### AC Mailand
Zur Saison 2017/18 wechselte Çalhanoğlu in die italienische Serie A zur AC Mailand. Er unterschrieb dort einen Vertrag bis Ende Juni 2021. Die Jugendabteilung des SV Waldhof Mannheim erhielt im Zuge des Transfers eine Ausbildungsvergütung in Höhe von rund 200.000 Euro. In seiner ersten Spielzeit kam Çalhanoğlu unter den Cheftrainern Vincenzo Montella und dessen Nachfolger Gennaro Gattuso in 31 Ligaspielen zum Einsatz (25-mal von Beginn), in denen er 6 Tore erzielte.
Auch in der Saison 2018/19 war er unter Gattuso Stammspieler und erzielte in 36 Ligaeinsätzen (34-mal in der Startelf) 3 Tore. Zur Saison 2019/20 übernahm Marco Giampaolo die Mannschaft, der allerdings bereits im Oktober durch Stefano Pioli ersetzt wurde. Çalhanoğlu war die gesamte Saison über Stammspieler und absolvierte 35 Ligaspiele (34-mal von Beginn), in denen er 9 Tore erzielte. Davon erzielte er 6 Tore, nachdem die Spielzeit nach einer über dreimonatigen Unterbrechung aufgrund der COVID-19-Pandemie mit dem 27. Spieltag wieder aufgenommen worden war. Für seine Leistungen im Juli 2020 wurde Çalhanoğlu von der Fußballspielervereinigung Associazione Italiana Calciatori zu Italiens Fußballer des Monats ausgezeichnet.
In der Saison 2020/21 war Çalhanoğlu mit 33 Ligaeinsätzen (30-mal von Beginn) Stammspieler und erzielte 4 Tore. Mit seiner Mannschaft wurde er Vizemeister, womit man sich erstmals seit 2013 wieder für die Champions League qualifizierte.

### Inter Mailand
Nach seinem Vertragsende schloss sich Çalhanoğlu zur Saison 2021/22 Milans Stadtrivalen Inter Mailand an, welche ihm ein höheres Gehalt als die Rossoneri geboten hatten. Er unterschrieb beim amtierenden Meister einen bis zum 30. Juni 2024 laufenden Vertrag. Am 12. Februar gewann der türkische Internationale durch einen 2:1-Sieg gegen Juventus Turin im Endspiel der Supercoppa Italiana seinen ersten Titel mit den Nerazzurri. Dieser Erfolg war auch gleichbedeutend der erste große Titel in Çalhanoğlus Karriere. Am 11. Mai 2022 gewann Çalhanoğlu den nächsten Titel mit Inter. Im Endspiel um die Coppa Italia stand erneut Juventus den Mailändern gegenüber. Inter gewann das Derby d’Italia erneut nach Verlängerung, dieses Mal 4:2. Çalhanoğlu stand in der Startelf und erzielte in der 80. Minute den Treffer zum 2:2-Ausgleich, der Inter in die Verlängerung rettete. In dieser wurde er ausgewechselt und verfolgte so die letzten Minuten vor dem Titelgewinn von der Bank aus. Während der Erfolge in den Pokalwettbewerben wurde Çalhanoğlu mit Inter in der Liga allerdings nur zweiter hinter Stadtrivale und Ex-Verein AC Mailand. In der folgenden Saison 2022/23 konnte der Pokal und auch der Supercup verteidigt werden und man erreichte überraschend das Finale der UEFA Champions League. Dieses verlor man aber durch ein Tor von Rodri mit 1:0 gegen Manchester City. Im Sommer 2023 verlängerte er seinen Vertrag bei Inter bis 2027.

## Nationalmannschaft

### U-Nationalmannschaften
Çalhanoğlu spielte für einige Jugendauswahlmannschaften (U16, U17, U19, U20, U21) des türkischen Fußballverbandes. Im Rahmen der U20-Weltmeisterschaft 2013 wurde er ins Turnieraufgebot der türkischen U20-Nationalmannschaft berufen. Die Mannschaft erreichte das Achtelfinale und schied durch eine 1:4-Niederlage gegen den späteren Turniersieger der französischen Auswahl aus dem Turnier aus. Çalhanoğlu absolvierte alle Spiele und zählte zu den auffälligsten Spielern des Turniers. Durch seinen Anschlusstreffer im letzten Gruppenspiel gegen die australische U20-Nationalmannschaft, den er mit einem Weitschuss erzielte, leitete er den Sieg seiner Mannschaft und damit das Weiterkommen ein. Des Weiteren in diesem letzten U20-Gruppenspiel wurde er zum Man of the Match gewählt und erhielt dafür unter anderem vom australischen Botschaftsrat die Gallipoli-Freundschaftsmedaille.

### A-Nationalmannschaft

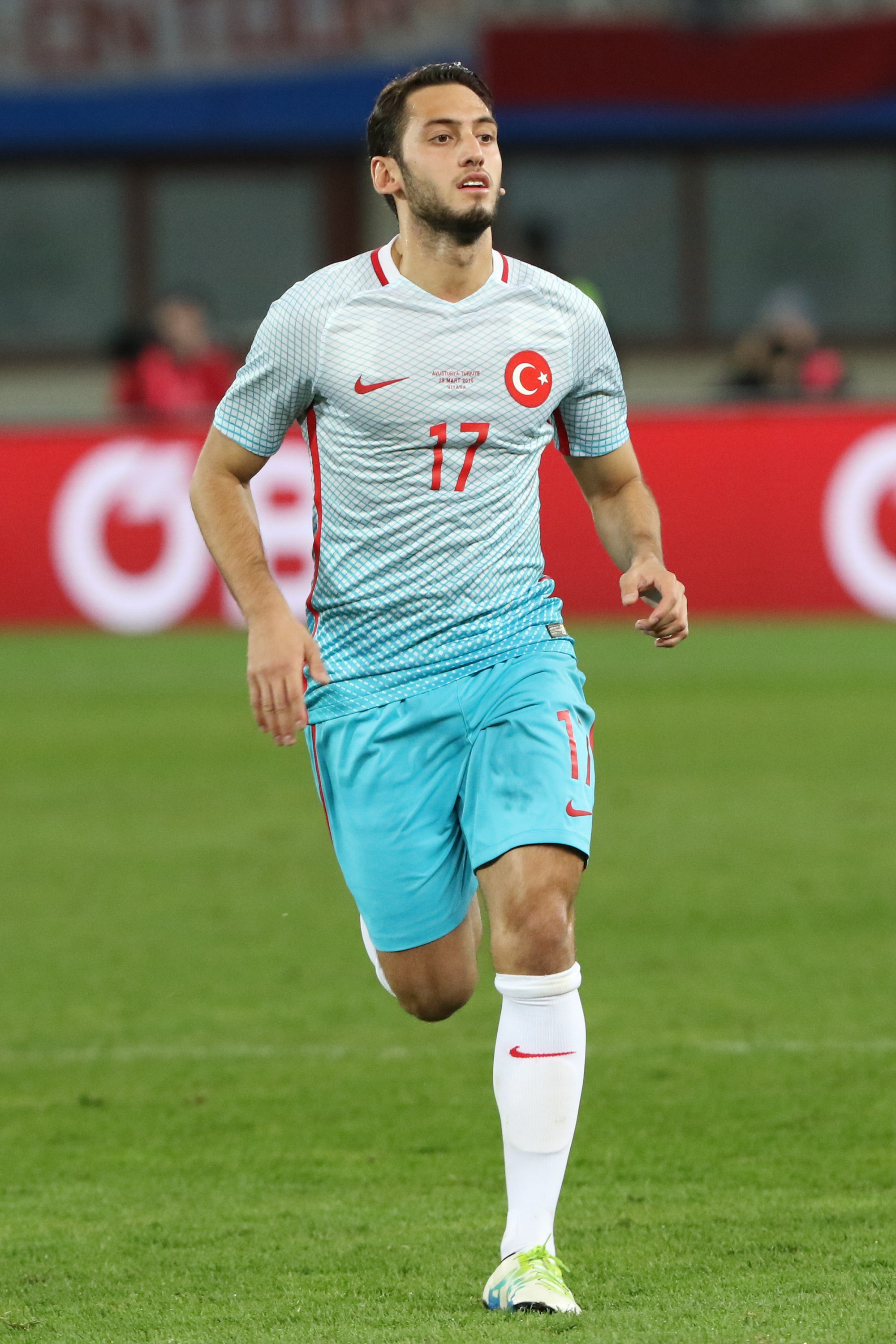
Çalhanoğlu im Trikot der türkischen Nationalmannschaft (2016)

Da er vor den Spielen für die U-Nationalmannschaften der Türkei schon die deutsche Staatsangehörigkeit besaß, hätte er auch für die deutsche Nationalmannschaft spielen können. Inzwischen hatte er jedoch Pflicht-Länderspiele für die Türkei bestritten und war nicht mehr für die Auswahlmannschaften des DFB spielberechtigt. Für die Weltmeisterschaftsqualifikationsspiele gegen Andorra und Rumänien wurde Çalhanoğlu vom türkischen Nationaltrainer Fatih Terim in die A-Nationalmannschaft berufen und gab durch die Einwechslung in der Begegnung gegen die Auswahl Andorras am 6. September 2013 sein Länderspieldebüt.

#### „Pistolen-Affäre“
Im Oktober 2013 nach dem WM-Qualifikationsspiel der türkischen Nationalmannschaft gegen die niederländische Auswahl stürmte Gökhan Töre ins Zimmer seiner Teamkollegen Çalhanoğlu und Ömer Toprak und bedrohte diese mit einer Pistole. Ziel des Angriffs war ein Freund Topraks, der sich im Zimmer befand.
Die türkische Fachpresse schrieb, dass Çalhanoğlu und Toprak nach diesem Vorfall dem Trainerstab der Nationalmannschaft ein Ultimatum gestellt hätten, im Fall einer Nominierung Töres der Nationalmannschaft fernzubleiben. Nach diesem Vorfall befanden sich Töre und die beiden Betroffenen nie gleichzeitig im Mannschaftskader. Nachdem der Nationaltrainer Fatih Terim im Rahmen zweier EM-Qualifikationsspiele neben Çalhanoğlu und Toprak wieder Töre eingeladen hatte, meldeten sich die beiden verletzungsbedingt ab. Dieser Umstand sorgte dafür, dass der Vorfall in der Fachpresse wieder aufgegriffen wurde. Nachdem es für diesen Vorfall lange Zeit keine offizielle Bestätigung gab, bestätigte Çalhanoğlus Vater Hüseyin in einem Zeitungsinterview die bewaffnete Bedrohung seines Sohnes und Topraks durch Töre und gab an, dass die beiden Spieler und auch Nuri Şahin wegen dieser Aktion verstimmt seien. Er widersprach aber den Gerüchten über ein Ultimatum und betonte, dass die Spieler sich wirklich verletzungsbedingt abmeldeten und das nicht als Vorwand benutzten. Çalhanoğlu berichtete am 18. Oktober 2014 im aktuellen sportstudio selbst über den Angriff.

#### Comeback in der Nationalmannschaft
Im März 2015 einigten sich Çalhanoğlu und Trainer Terim am Rande eines Champions-League-Spiels auf ein Comeback in der Nationalmannschaft, nachdem Çalhanoğlu über ein halbes Jahr kein Spiel für die Türkei bestritten hatte. Am 20. März 2015 wurde Çalhanoğlu wieder in den Kader berufen.
Für die EM 2016 in Frankreich wurde er in das türkische Aufgebot berufen. Im ersten Spiel stand er in der Startelf und kam im zweiten Spiel zu einer Einwechslung. Nach der Vorrunde schied die Türkei als fünftbester Tabellendritter aus dem Turnier aus.
Bei der erfolgreichen und vorzeitigen Qualifikation zur UEFA Euro 2020 gehörte Çalhanoğlu zu den Top- und Schlüsselspielern der türkischen Mannschaft an. Im Jahr 2021 wurde er in den türkischen Kader für die Fußball-Europameisterschaft 2021 berufen. Dort schied die Türkei nach drei Niederlagen in der Gruppenphase aus, Çalhanoğlu stand bei allen Spielen in der Startelf.

## Titel und Auszeichnungen
Inter Mailand
- Italienischer Meister: 2024
- Italienischer Pokalsieger (2): 2022, 2023
- Italienischer Supercupsieger (3): 2021, 2022, 2023

Karlsruher SC
- Deutscher Drittligameister und Aufstieg in die 2. Bundesliga: 2013
- Badischer Pokalsieger: 2013

Auszeichnungen
- Drittliga-Spieler des Monats: August 2012, April 2013
- Drittliga-Spieler des Jahres: 2012/13
- Serie A Spieler des Monats: Dezember 2020, November 2021
- Italiens Fußballteam des Jahres: 2022/23

## Leben und Sonstiges
Ende Januar 2017 erregte Çalhanoğlu Aufsehen durch die Veröffentlichung eines Videos, in dem er die türkische Kampagne „Evet“ („Ja“) unterstützt, die für eine Zustimmung zu der vom türkischen Präsidenten Recep Tayyip Erdoğan beabsichtigten Änderung der türkischen Verfassung zugunsten eines Präsidialsystems bei dem anstehenden Referendum warb.

### Auseinandersetzung mit Trabzonspor
Ab dem März 2016 befanden sich Çalhanoğlu und die FIFA in einer „rechtlichen Auseinandersetzung“, da Çalhanoğlu im Alter von 17 Jahren einen Vertrag bei Trabzonspor unterschrieben hatte. Der Vertrag sah einen Wechsel zur Saison 2012/13 vor, der aber nicht zustande kam. Am 2. Februar 2017 wurde er für die Dauer von vier Monaten für alle Pflichtspiele gesperrt. Zudem wurde ihm auferlegt, 100.000 Euro an Trabzonspor zu zahlen. Für den Zeitraum seiner Sperre habe Çalhanoğlu kein Gehalt oder Prämien durch Bayer 04 Leverkusen bezogen, aber weiterhin am Trainingsbetrieb teilgenommen.

### Familie
Seine Eltern migrierten aus einem Dorf der türkischen Provinz Bayburt nach Deutschland, deswegen kam Çalhanoğlu 1994 in Mannheim zur Welt.
Çalhanoğlus jüngerer Bruder Muhammed (* 1995) ist ebenfalls als Fußballspieler tätig. Auch sein Cousin Kerim (* 2002) ist Fußballspieler.